# Lijst van rijksmonumenten in Terborg
De plaats Terborg telt 18 inschrijvingen in het rijksmonumentenregister. Hieronder een overzicht.
| Object                                                                                  | Oorspronkelijke functie?  | Bouwjaar                                             | Architect        | Locatie              | Coördinaten?                  | Nr.?   | Afbeelding                              |
| --------------------------------------------------------------------------------------- | ------------------------- | ---------------------------------------------------- | ---------------- | -------------------- | ----------------------------- | ------ | --------------------------------------- |
| Nederlands hervormde kerk                                                               | Kerk en kerkonderdeel     | 1746 (toren) 1844 (schip)                            |                  | Hoofdstraat 91       | 51° 55' 8" NB, 6° 21' 21" OL  | 39091  | Meer afbeeldingen                       |
| Terrein waarin overblijfselen van het kasteel Oud-Wisch                                 | Archeologisch monument    | Middeleeuwen                                         |                  | Bij Slingerparallel  | 51° 55' 50" NB, 6° 19' 3" OL  | 46148  | Upload foto                             |
| Joodse begraafplaats: grote vrijstaande villa met koetshuis in neoclassicistische stijl | Woonhuis                  | 1852                                                 |                  | Silvoldseweg 17      | 51° 55' 12" NB, 6° 21' 52" OL | 515459 | Meer afbeeldingen                       |
| Joodse begraafplaats: prieel in de tuin achter de villa                                 | Tuin, park en plantsoen   | 1900-1910                                            |                  | Silvoldseweg bij 17  | 51° 55' 13" NB, 6° 21' 52" OL | 515460 | Upload foto                             |
| Joodse begraafplaats: paardenstal annex kippenhok in de tuin achter de villa            | Boerderij                 | 1900-1910                                            |                  | Silvoldseweg bij 17  | 51° 55' 12" NB, 6° 21' 52" OL | 515461 | Upload foto                             |
| Joodse begraafplaats                                                                    | Begraafplaats en -onderdl | 1700-1720                                            |                  | Silvoldseweg bij 17  | 51° 55' 12" NB, 6° 21' 52" OL | 515462 | Meer afbeeldingen                       |
| Stationsweg 6: spekslagerij annex worstmakerij met aangebouwd woonhuis                  | Industrie                 | 1890-1896                                            |                  | Stationsweg 6        | 51° 55' 19" NB, 6° 21' 44" OL | 515472 | Meer afbeeldingen                       |
| Stationsweg 6: koetshuis                                                                | Opslag                    | 1890-1896                                            |                  | Stationsweg 6        | 51° 55' 19" NB, 6° 21' 44" OL | 515473 | Meer afbeeldingen                       |
| Zonnehof                                                                                | Woonhuis                  | 1928                                                 |                  | Voorbroek 1          | 51° 55' 23" NB, 6° 22' 8" OL  | 515475 | Zonnehof                                |
| Huis Wisch                                                                              | Kasteel, buitenplaats     | 15e eeuw (bouw toren) 1531 (gesloopt) 1644 (herbouw) |                  | Laan van Wisch 4     | 51° 55' 3" NB, 6° 21' 22" OL  | 511181 | Huis Wisch                              |
| Huis Wisch: park- en tuinaanleg                                                         | Tuin, park en plantsoen   | eind 19e eeuw                                        |                  | Laan van Wisch bij 4 | 51° 55' 1" NB, 6° 21' 23" OL  | 511184 | Huis Wisch: park- en tuinaanleg         |
| Huis Wisch: tuinmuur met hekwerk, die de moestuin in het noorden en oosten begrenst.    | Tuin, park en plantsoen   | laat 19e eeuw                                        |                  | Laan van Wisch bij 4 | 51° 54' 60" NB, 6° 21' 22" OL | 511185 | Upload foto                             |
| Huis Wisch: tuinmuur. De muur vormt de scheiding met het terrein van de kerk.           | Tuin, park en plantsoen   | laat 19e eeuw                                        |                  | Laan van Wisch bij 4 | 51° 54' 60" NB, 6° 21' 22" OL | 511186 | Upload foto                             |
| Huis Wisch: koude bakken                                                                | Tuin, park en plantsoen   | laat 19e eeuw                                        |                  | Laan van Wisch bij 4 | 51° 54' 60" NB, 6° 21' 22" OL | 511187 | Upload foto                             |
| Huis Wisch: dienstwoning in chaletstijl                                                 | Dienstwoning              | 1916                                                 |                  | Laan van Wisch bij 4 | 51° 55' 7" NB, 6° 21' 21" OL  | 529421 | Huis Wisch: dienstwoning in chaletstijl |
| Huis Wisch: toegangshek                                                                 | Erfscheiding              | ca. 1916                                             | R.W.J. van Wezel | Laan van Wisch bij 4 | 51° 55' 8" NB, 6° 21' 22" OL  | 529422 | Huis Wisch: toegangshek                 |
| Huis Wisch: ijzeren brug                                                                | Tuin, park en plantsoen   | tweede helft 19e eeuw                                |                  | Laan van Wisch bij 4 | 51° 55' 6" NB, 6° 21' 20" OL  | 529423 | Upload foto                             |
| Huis Wisch: zonnewijzer                                                                 | Tuin, park en plantsoen   | 18e eeuw                                             |                  | Laan van Wisch bij 4 | 51° 55' 4" NB, 6° 21' 25" OL  | 529424 | Meer afbeeldingen                       |